# モリブデン酸ナトリウム
モリブデン酸ナトリウム (英: sodium molybdate) は、化学式が Na2MoO4 と表される、モリブデンの原料となる物質である。2水和物 Na2MoO4･2H2O として存在することが多い。
モリブデン(VI)アニオンは四面体型で、1つのアニオンごとに2つのナトリウムカチオンが対応している。

## 歴史
モリブデン酸ナトリウムは、最初は水和反応によって合成された。しかし、50 °Cから70 °Cに熱した水酸化ナトリウム中に酸化モリブデン(VI)を溶かし、結晶化して濾過することで収率良く合成できる。100 °Cに加熱することで無水塩が得られる。
{\displaystyle {\ce {MoO3\ +2NaOH->Na2MoO4\cdot 2H2O}}}

## 利用
農業では、肥料として年間450トンが使われている。特にブロッコリーやカリフラワーでは、モリブデンが欠乏した土壌では葉がよじれるWhiptailという症状が見られ、その治療にモリブデン酸ナトリウムが用いられる。しかし、0.3 ppmを超えると動物、特にウシに銅欠乏症を引き起こすので、注意が必要である。
工業では、腐食抑制剤として用いられる。

## 反応
水素化ホウ素ナトリウムと反応させると、モリブデンが還元されて酸化数が減少する。
{\displaystyle {\ce {Na2MoO4\ + NaBH4\ + 2H2O-> NaBO2\ + MoO2\ + 2NaOH\ + 3H2}}}
モリブデン酸ナトリウムはジチオリン酸と次のように反応し
{\displaystyle {\ce {Na2MoO4\ + (RO)2PS2H (R = Me, Et) ->\ [MoO2(S2P(OR)2)2] [MoO3(S2P(OR)2)4]}}} を形成する。

## 安全性
溶融マグネシウムと接触すると爆発する。五フッ化臭素や三フッ化塩素のようなハロゲン間化合物と激しく反応する。熱したナトリウム、カリウム、リチウムと反応して白熱する。